# Jakob Klaesi
Jakob Klaesi–Blumer (29 de maio de 1883 em Luchsingen, Suíça –  17 de agosto de 1980 em Knonau, Suíça) foi um psiquiatra suíço que escreveu pequenas peças de teatro. 

## Vida
Klaesi estudou Medicina nas universidades de Zurique, Kiel e Munique, obtendo o doutorado em Zurique em 1912. De 1936 até 1953 foi professor de psiquiatria da Universidade de Berna e diretor da Clínica Universitária Psiquiátrica de Berna; em 1950/51 foi reitor da mesma universidade. Klaesi era conhecido também como médico–poeta.

## Obras poéticas (seleção)
- Christus: Dramatische Messe. Bern: Haupt, 1945. (em alemão)
- Huldigung: Ausgewählte Sonette. Zurique: Speer-Verlag, 1947. (em alemão)
- Gott und sein Zweifler: Dramatische Messe in einem Aufzug. Zurique: Classen, 1969. (em alemão)
- Tragödie der Sendung Holofernes und Judith: In 4 Akten und 1 Aufzug. Zurique: Classen, 1969. (em alemão)